# Gare de Grellingen
La gare de Grellingen (en allemand Bahnhof Grellingen) est une gare ferroviaire située à Grellingen, dans le canton de Bâle-Campagne.

## Situation ferroviaire
La gare est située au point kilométrique (PK) 108,8 de la Ligne du Jura.